# Glauconycteris superba
Glauconycteris superba — вид ссавців родини лиликових. 

## Проживання, поведінка
Країна поширення: Демократична Республіка Конго, Кот-д'Івуар, Гана. Цей вид пов'язаний з низинними вологими тропічними лісами.

## Загрози та охорона
Може опинитися під загрозою вирубки лісів.